# Elvis Now
Albums de Elvis Presley
Elvis Sings the Wonderful World of Christmas
(1971) He Touched Me
(1972)
Elvis Now est un album d'Elvis Presley sorti en février 1972.

## Titres

### Face 1
1. Help Me Make It Through the Night (Kris Kristofferson) – 2:49
2. Miracle of the Rosary (L. Deanson) – 1:52
3. Hey Jude (John Lennon, Paul McCartney) – 4:31
4. Put Your Hand in the Hand (en) (Gene MacLellan) – 3:17
5. Until It's Time for You to Go (en) (Buffy Sainte-Marie) – 3:59

### Face 2
1. We Can Make the Morning (en) (Jay Ramsey) – 3:56
2. Early Mornin' Rain (en) (Gordon Lightfoot) – 2:57
3. Sylvia (Geoff Stepehsn, Les Reed) – 3:18
4. Fools Rush In (Where Angels Fear to Tread) (en) (Johnny Mercer, Rube Bloom) – 3:18
5. I Was Born About Ten Thousand Years Ago (arr. Elvis Presley) – 3:12